# 울산극동방송
울산극동방송(蔚山極東放送, Ulsan Far East Broadcasting Company, 약칭 FEBC)은 개신교계 방송 중 하나로서, 대한민국 울산광역시 전 지역의 민영 방송이다.

## 연혁

### 1997
- 1997. : 남울산CBMC를 중심으로 개설추진위원회 구성 5만여명 서명 운동 전개(3.7~5.30)

### 2001
- 2001.08.01 : 울산극동방송 개설 본부 설립
- 2001.09.06 : 울산극동방송 운영위원회 창립총회
- 2001.10.10 : 울산극동방송 FM107.3MHz 허가
- 2001.10.18. ~19 : 허가감사예배 및 조찬 모임
- 2001.12.13. : 시험방송
- 2001.12.18. : 인천시립합창단 초청 성탄음악회

### 2002
- 2002.02. 24. : 개국축하대잔치(KBS홀)
- 2002.02. 25. : 개국(FM107.3MHz, 호출부호 HLQR), 개국감사조찬예배(롯데호텔), 송출감사예배(공개홀)
- 2002.02. 26 : 정찬덕 제1대 지사장 부임
- 2002.07. 06. : 전속어린이합창단 창단.
- 2002.07. 15. : 전파선교사 확대를 위한 12시간 특별 생방송
- 2002.08.08, 09. : 김동윤 권사 초청 "경제스쿨 세미나"/태화교회
- 2002.08.13. : 새온성가대 초청 성가의 밤 (남울산교회)/남울산교회
- 2002.08. 17 ~ 18 : 뮤지컬 쏠티와 함께 3 (울산문화예술회관대극장)
- 2002.08. 23 ~ 24 : 전속어린이합창단 & 자모회 여름 캠프/부전기도원
- 2002.09. 02. : 인터넷 목회자 세미나 / 울산삼산교회
- 2002.09. 07. : 올네이션스 경배와 찬양 큰 잔치/문수구장 호반 광장
- 2002.09. 16 ~ 17. : 제2회 알파 컨퍼런스/ 대영교회
- 2002.12. 07. : 서울영락교회 시온찬양대 초청 성가의 밤

## 방송 주파수
| 방송국       | 호출부호 | 송신소        | 주파수     | 출력 | 송신소 위치              | 방송구역                                                             |
| ------------ | -------- | ------------- | ---------- | ---- | ------------------------ | -------------------------------------------------------------------- |
| 울산극동방송 | HLQR-FM  | 무룡산 송신소 | FM 107.3㎒ | 3㎾  | 울산 북구 어물동 산195-3 | 울산광역시 일원, 부산광역시 일부, 경남 양산시 일부, 경북 경주시 일부 |

### 라디오 시보 멘트
- "믿음으로 살리라!" 2024년 극동방송 사역표어입니다. FM 107.3MHz, 대한민국 선교중심 극동방송입니다. HLQR 극동방송에서 OO시를 알려드립니다.

## 같이 보기
- KBS울산방송국
- 울산MBC
- ubc 울산방송
- 울산CBS
- TBN 울산교통방송
- cpbc 부산가톨릭평화방송
- BBS 울산불교방송